# Chikalparvi, Manvi
Chikalparvi là một làng thuộc tehsil Manvi, huyện Raichur, bang Karnataka, Ấn Độ.